# Rio Pinar, Florida
Rio Pinar, Florida (енгл. Rio Pinar) насељено је место без административног статуса у америчкој савезној држави Флорида.

## Демографија
По попису из 2010. године број становника је 5.211.
| Група             | 2000.    | 2010.         |
| Белци             | 0 (0,0%) | 3.295 (63,2%) |
| Афроамериканци    | 0 (0,0%) | 334 (6,4%)    |
| Азијати           | 0 (0,0%) | 233 (4,5%)    |
| Хиспаноамериканци | 0 (0,0%) | 1.312 (25,2%) |
| Укупно            | 0        | 5.211         |